# Zorleni
Zorleni is een Roemeense gemeente in het district Vaslui.
Zorleni telt 9699 inwoners.